# Trichopelma maculatum (Franganillo)
Trichopelma maculatum là một loài nhện trong họ Barychelidae. Loài này phân bố ờ Cuba.